# Ст.-Мартін-бай-Лофер
Ст.-Мартін-бай-Лофер —  містечко та громада  округу Целль-ам-Зе в землі Зальцбург, Австрія.
Санкт-Мартін-бай-Лофер лежить на висоті 633 над рівнем моря і займає площу 63,56 км². Громада налічує 1114 мешканців. 
Густота населення 18/км².  
Територія округу Целль-ам-Зе збігається з областю (гау) землі Зальцбург, що носить назву Пінцгау. Це гірська область Австрії з мальовничими долинами 
й високогірними озерами, зокрема озером Целль, від якого походить назва округу. Головною індустрією області є спортивний туризм, особливо пов'язаний із зимовими видами спорту, для яких тут сворено всі умови:
гірськолижні траси й підйомники, траси для бігу на лижах. Улітку в Пінцгау популярні туристичні походи, гірські велосипеди. Поряд із туризмом в Пінцгау 
проводяться численні міжнародні змагання. Кожне містечко й сільце області має розвинуту інфраструктуру для прийому туристів і дбає про свої 
музеї та інші визначні місця.   
|                                               |
| Ст.-Мартін-бай-Лофер на мапі округу та землі. |

Рада громади складється з 13 членів. Бургомістом міста є Йозеф Лайтінгер від Австрійської народної партії. Адреса управління громади: St. Martin Nr. 9, 5092 St. Martin bei Lofer. 

## Виноски
1. ↑  Dauersiedlungsraum der Gemeinden Politischen Bezirke und Bundesländer - Gebietsstand 1.1.2018 — Статистичне управління Австрії.
2. ↑  Einwohnerzahl 1.1.2018 nach Gemeinden mit Status, Gebietsstand 1.1.2018 — Статистичне управління Австрії.
3. ↑   www.stmartin.at